# ベオグラード包囲戦 (1688年)
1688年のベオグラード包囲戦（ベオグラードほういせん）では、バイエルン選帝侯マクシミリアン2世率いるハプスブルク帝国軍がオスマン帝国と戦い、ベオグラードを占領した。
ベオグラードは1世紀半以上もヨーロッパにおけるオスマン帝国の主要な要塞だったが、大トルコ戦争中に、1688年9月6日、1ヶ月の包囲戦を経て占領し、帝国主義者は戦略的に重要な前哨地を得た。オスマン帝国は2年後の包囲戦で奪還したが、オイゲン・フォン・ザヴォイエンにより1717年の包囲戦で再び失陥した。

## 背景
オスマン帝国は神聖同盟との戦いでいくつかの大敗北を喫しており、オスマン領に侵入して、メフメト4世が退位する危機に発展した。神聖同盟はこの危機を利用してオスマン帝国を攻撃することに決めた。目標の1つにベオグラード占領があり、そこは当時ヨーロッパにおけるオスマン帝国の最強の要塞ベオグラード占領だった。

## 序曲
神聖同盟軍は2方向からベオグラードに向かって進軍した。サヴァ川に沿って進軍した軍は神聖ローマ皇帝レオポルト1世が率いて、ドナウ川に沿って進軍した軍はバイエルン選帝侯マクシミリアン2世が率いた。オスマン帝国の最初の計画によれば、任務を帯びてベオグラードからシャバツとはるばるグラディシュカに移動したYeğen Osman軍はレオポルト1世の軍がサヴァ川右岸に渡るのを許さなかったが、ハンガリーのseraskerのハサン・パシャはベオグラードに留まり、進軍前に金銭的、軍事的な強化を受けるために待機した。レオポルト1世の軍がすでにサヴァ川を渡り、Kostajnicaとグラディシュカ、ウナ川周辺地域を占領したという知らせを受けて、Yeğen Osmanはベオグラードに戻った。

## 軍と司令官
神聖同盟軍はバイエルン選帝侯マクシミリアン2世とオイゲン・フォン・ザヴォイエンにより率いられた。この戦いで、歩兵98中隊、騎兵77.5戦隊、砲兵98門を擁していた。また、オーストリア軍にはセルビアの志願兵とJovan Monasterlija率いるSerbian Militiaも同行していた。

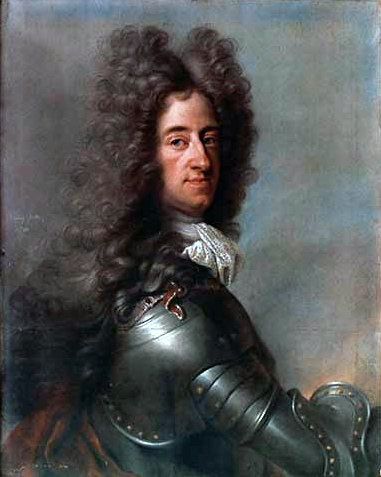
マクシミリアン2世
（Joseph Vivien）

オスマン軍は、この戦いの直前にベオグラード総督に任命されたYeğen Osmanに率いられた。1688年初頭、Yeğen Osmanは軍とともにベオグラードに行き、serdarのHasan Pashaを強制的に解任して、Vračarにあった陣を占領した。彼が率いた軍の総数は25-30,000だった。

## 戦い
1688年7月30日、マクシミリアン2世は軍を動かして、Titel付近にあるオスマン帝国の前哨基地を占領した。Yeğen Osmanはベオグラード周辺に軍を配置して、守備隊と住民が逃亡しないようにした。
オスマン領セルビアのキリスト教徒の支持により、彼の軍はベオグラード郊外のOstružnica付近の中洲であるアダ・ツィガンリヤに上陸した。8月7日、アダ・ツィガンリヤとサヴァ川右岸の間にある舟橋を配置した。オーストリアの第一部隊500人がYeğen Osman軍の砲撃の中で橋を渡った。サヴァ川右岸に足場を作ると、追加部隊1,000人が加わった。Yeğen Osman軍が彼らを攻撃したが、2回の攻撃をオーストリア軍が撃退し、右岸の土地をさらに占領して、追加部隊を連れて来た。彼らはベオグラードを包囲して、1ヶ月近くも砲撃の目標にした。
神聖ローマ帝国軍がサヴァ川を渡った翌日に、レオポルト1世の手紙がYeğen Osmanに届き、手紙において彼にWallachiaを差し出し、オスマン帝国を捨ててオーストリア側に返るように申し出た。8月10日、Yeğen Osmanはオーストリアの使節に返事を書いた手紙を出し、陣から急送した。Yeğen Osmanがスラヴォニアとボスニア全体を要求したため、合意することはなかった。Yeğen Osmanは自分の軍が数に勝ると気付くと、自分の陣とサヴァ川とドナウ川近くのセルビア人が多いベオグラード郊外を炎上させた。その後、スメデレヴォに後退して、略奪と炎上に2日を費やした。Yeğen Osmanはスメデレヴォを離れ、Smederevska Palankaを経由してニシュに向かった。ニシュからオスマン政府に包囲に関する報告書を送り、ベオグラード防衛に必要な救援と金銭的な援助を要求した。また反抗的なRayahを全滅させることを勧めた。Sublime Porteから金120袋が送られ、ルメリアのイスラム教徒をベオグラードの反抗的な住民に対処するために動員することが決定した。
オスマン軍に対する降伏勧告が拒絶されたので、マクシミリアン2世は9月6日に急襲を命じた。最初は帝国軍が動揺したが、マクシミリアン2世と彼に同行したオイゲン・フォン・ザヴォイエンが軍を再編して外壁から駐屯地を動かした。マクシミリアン2世の急襲によりオーストリア軍で4,000人、オスマン軍で5,000人が戦死した。その後2年間ハプスブルクの支配下に入り、ベオグラード要塞と街が再建された。1690年の包囲戦でオスマンがベオグラードを奪還した。

## ギャラリー
ベオグラード包囲戦

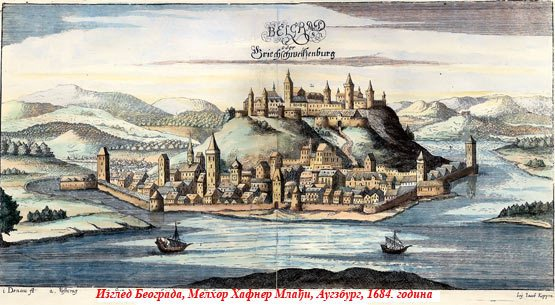
1684年のベオグラード
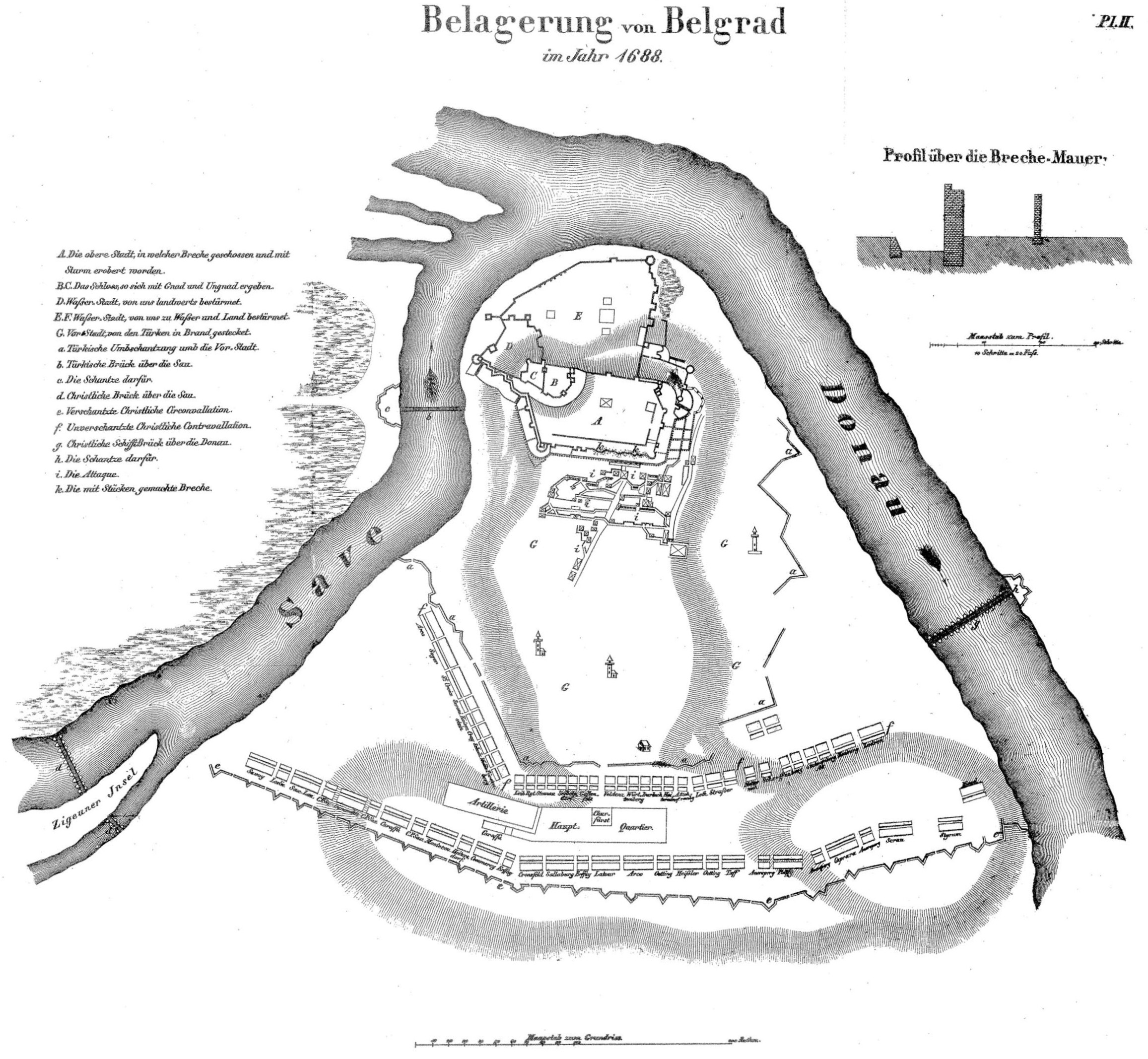
包囲戦の地図
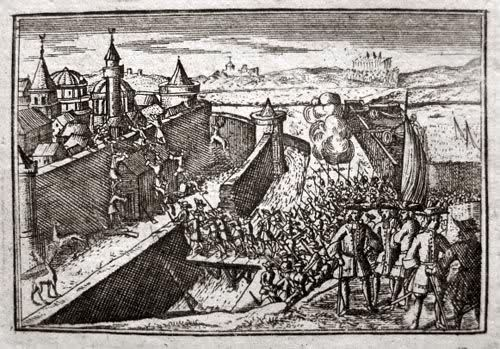
ベオグラード強襲